# Приключения Лидерика
«Приключения Лидерика» (фр. Aventures de Lydéric) — историко-приключенческий роман Александра Дюма-отца, написанный и опубликованный в 1842 году. Его действие происходит в VII веке.

## Сюжет
Действие романа происходит в 628—640 годах во Франкском королевстве. Правитель Дижона Сальвар погибает во Фландрском лесу от рук Финара; его жена Эрменгарда перед тем, как её схватили, успевает спрятать маленького сына, Лидерика. Ребёнка вскармливает лань и воспитывает отшельник. Лидерик становится могучим воином. Он побеждает дракона и становится почти полностью неуязвимым благодаря его крови. От короля Дагоберта Лидерик узнаёт о своём происхождении, после чего освобождает мать; затем он захватывает сокровища Нибелунгов, получает шлем-невидимку и женится на принцессе Кримхильде. Своему шурину Гюнтеру Лидерик помогает получить в жёны королеву Брунгильду, но позже из-за этой женщины начинается вражда, и Лидерик погибает от рук родственников.
В основу сюжета легли легенды Северной Франции, герой которых основывает город Лилль. Ряд мотивов Дюма взял из германского эпоса.

## Создание и оценки
Александр Дюма написал «Приключения Лидерика» по просьбе Анри Берту, издателя журнала Le musée des familles. Роман был впервые опубликован в 1842 году. В дальнейшем его часто публиковали в сборниках произведений Дюма, предназначенных для детей.